# Nǃxau ǂToma
Nǃxau ǂToma (Tsumkwe, 16 dicembre 1944 – Tsumkwe, 5 luglio 2003) è stato un attore namibiano.
Appartenente al popolo San, e in particolare all'etnia !Kung, ǂToma è divenuto famoso per il suo ruolo di protagonista in Ma che siamo tutti matti?, il film sudafricano con il maggior incasso della storia, e nei suoi sequel, tanto da essere definito alla sua morte l'attore namibiano più famoso del mondo.

## Biografia
Nato in una tribù di etnia !kung, una delle tante un tempo conosciute come boscimani, e in un territorio allora appartenente all'Africa del Sud-Ovest e oggi alla Namibia, Nǃxau ǂToma, il cui nome contiene ben due consonanti clic e viene talvolta traslitterato dallo juǀ'hoan come "Gcao Tekene Çoma", sebbene tale traslitterazione non sia del tutto corretta, non era del tutto certo del proprio anno di nascita e, sebbene parlasse altre lingue, come l'otjherero, lo tswana e un po' di afrikaans, non era praticamente mai uscito dal territorio della propria tribù, in cui era un contadino, prima di essere scritturato per il film che gli diede la fama.
Dopo aver scritto la sceneggiatura di Ma che siamo tutti matti?, poi uscito nel 1980, il regista Jamie Uys trascorse tre mesi attraversando il deserto del Kalahari con un interprete alla ricerca di un San che interpretasse il ruolo del contadino Xi nel film, scattando fotografie a individui che attiravano la sua attenzione e appuntandosi le coordinate in cui aveva effettuato lo scatto, così da potervi poi tornare. Dopo aver deciso di scritturare Nǃxau ǂToma, che fino ad allora aveva incontrato solamente tre uomini bianchi in tutta la vita, Uys tornò a proporgli il ruolo di attore protagonista nel film ma, poiché nella lingua di ǂToma non esisteva un termine adatto a descrivere quella professione, l'interprete chiese semplicemente al contadino: "Vorresti venire con noi per un po' di giorni?". ǂToma, d'accordo con i suoi familiari, rispose affermativamente e volò quindi fino a Windhoek, che serviva da base per la produzione del film, senza esser per nulla impressionato dall'aereo poiché, stando a quanto affermato da Uys, egli pensava che i suoi accompagnatori fossero una sorta di maghi e fossero quindi in grado di fare qualunque cosa.
Nei due anni di lavoro che furono necessari a realizzare il film, ǂToma fu impegnato per circa 15 settimane e fu riaccompagnato a casa ogni tre o quattro settimane perché non fosse colpito da shock culturale. Inoltre, durante la sua permanenza nel mondo civilizzato, l'uomo imparò a fumare e acquisì una certa dimestichezza con gli alcolici. Secondo quanto affermato da Uys, egli diede a ǂToma 300 dollari come compenso per i primi 10 giorni di lavoro. Tuttavia, a causa della sua estraneità al concetto di denaro, l'uomo avrebbe quasi subito perso i soldi e fu quindi risarcito con 12 capi di bestiame; in seguito sarebbe inoltre stato aperto a suo nome un conto fiduciario da 20 000 dollari. Riguardo a queste affermazioni di Uys, occorre riportare l'opinione dello scrittore Josef Gugler, il quale sostiene che il regista abbia voluto romanzare la produzione del film e che, a differenza di quanto presentato in Ma che siamo tutti matti?, ǂToma non conducesse in realtà uno stile di vita da cacciatore-raccoglitore, ma che fosse invece cresciuto come pastore in una fattoria del Botswana, prima di trasferirsi in Namibia per lavorare come cuoco. Anche secondo altri commentatori risulta difficile credere che ǂToma fosse estraneo al concetto di denaro, dato che molti San, al tempo costretti a vivere in una riserva istituita dalle autorità sudafricane presso Tsumkwe, erano dipendenti dai sussidi alimentari statali e che molti si arruolavano nell'esercito sudafricano per gli alti stipendi che garantiva.
Il successo mondiale del film che lo vide come protagonista, che con 200 milioni di dollari di incasso globale divenne il film sudafricano di maggior successo della storia, fece sì che Nǃxau ǂToma divenisse famoso in tutto il mondo e l'uomo fu quindi scritturato anche per il sequel, uscito in Italia nel 1989 con il titolo Lassù qualcuno è impazzito e anch'esso girato nell'Africa australe. Con i guadagni ottenuti da questo secondo film, ǂToma costruì una casa in mattoni con acqua corrente ed energia elettrica per la sua famiglia, che contava sei figli, e comprò anche un'automobile con tanto di autista, poiché affermava di non desiderare imparare a guidare.
Tra il 1990 e il 1994, seguirono altri tre sequel, tutti girati a Hong Kong e distribuiti in inglese con i titoli: Crazy Safari, Crazy Hong Kong e The Gods Must Be Funny in China. Terminata la propria carriera di attore, Nǃxau ǂToma tornò in Namibia, dove iniziò a coltivare mais, zucche e fagioli, e ad allevare capi di bestiame, ma mai più di 20 alla volta perché, secondo il quotidiano locale namibiano New Era, come aveva lui stesso dichiarato, non era in grado di contare oltre quel numero.
Convertitosi al cristianesimo nel luglio 2000 e battezzato come avventista del settimo giorno, Nǃxau ǂToma fu trovato morto alla fine del giugno 2003 vicino a casa sua, in Namibia, dopo essere andato a raccogliere legna. Dopo l'autopsia, che rivelò che ǂToma soffriva di una forma di tubercolosi multiresistente ai farmaci, l'uomo fu sepolto il 12 luglio, con una cerimonia semitradizionale, a Tsumkwe, accanto alla tomba della sua seconda moglie.

## Filmografia
- Ma che siamo tutti matti? (The Gods Must Be Crazy), regia di Jamie Uys (1980)
- Lassù qualcuno è impazzito (The Gods Must Be Crazy II), regia di Jamie Uys (1989)
- Crazy Safari, regia di Billy Chan (1991)
- Crazy Hong Kong, regia di Wellson Chin (1993)
- The Gods Must Be Funny in China, regia di Kin-Nam Cho (1994)